# Dům čp. 215 (Štramberk)
Dům čp. 215 stojí na ulici Plaňava ve Štramberku v okrese Nový Jičín. Roubený dům byl postaven na začátku 19. století, který byl přestavěn na zděnou stavbu. Byl zapsán do Ústředního seznamu kulturních památek ČR před rokem 1988 a je součástí městské památkové rezervace.

## Historie
Podle urbáře z roku 1558 bylo na náměstí postaveno původně 22 domů s dřevěným podloubím, kterým bylo přiznáno šenkovní právo, a sedm usedlých na předměstí. Uprostřed náměstí stál pivovar. V roce 1614 je uváděno 28 hospodářů, fara, kostel, škola a za hradbami 19 domů. Za panování jezuitů bylo v roce 1656 uváděno 53 domů. První zděný dům čp. 10 byl postaven na náměstí v roce 1799. V roce 1855 postihl Štramberk požár, při němž shořelo na 40 domů a dvě stodoly. V třicátých letech 19. století stálo nedaleko náměstí ještě dvanáct dřevěných domů.
Původní roubený dům čp. 215 byl postaven na začátku 19. století, který byl přestavěn na zděný dům. Objekt zachovává částečně proporce a členění původní roubené stavby.  Dům byl navržen na vynětí ze seznamu kulturních památek.

## Stavební podoba
Dům byl přízemní roubená stavba na obdélném půdorysu, byl orientován štítovým průčelím do ulice a do svahu. Dispozice byla dvojdílná s jizbou a síní. Byla postavena na vysoké omítnuté kamenné podezdívce, která vyrovnávala svahovou nerovnost, byla podsklepena s vchodem na severní straně. Štíty byly trojúhelníkové svisle bedněné s kvadratickými výzorníky a podlomenicí v patě štítu. Střecha byla sedlová.